# Deux Filles dans la rue
Pour plus de détails, voir Fiche technique et Distribution.
Deux filles dans la rue (Két lány az utcán) est un film hongrois réalisé par André de Toth, sorti en 1939.

## Synopsis
Deux jeunes femmes, une musicienne et une maçonne, naviguent dans leur carrière, leurs amitiés et leur vie amoureuse à Budapest après s'être enfuies de leur village natal.

## Fiche technique
- Titre original : Két lány az utcán
- Titre français : Deux Filles dans la rue
- Réalisation : André de Toth
- Scénario : André de Toth d'après la pièce de Tamás Emöd et Rezsö Török
- Photographie : Károly Vass (en)
- Montage : Zoltán Kerényi
- Musique : Szabolcs Fényes
- Pays d'origine :  Hongrie
- Format : Noir et blanc — 35 mm — 1,37:1 — Son : Mono
- Genre : comédie dramatique
- Durée : 84 minutes
- Date de sortie : 1939

## Distribution
- Bella Bordy : Torma Vica
- Maria von Tasnady : Kártély Gyöngyi
- Piroska Vaszary : Pletyus
- Gyula Csortos : Filc bácsi
- Andor Ajtay : Csiszár István
- Károly Kovács : Lali
- Gyula Szöreghy : Házmester